# Yrjö-Jahnsson-Preis
Der Yrjö-Jahnsson-Preis wird zweijährlich von der finnischen Yrjö-Jahnsson-Stiftung (Yrjö Jahnssonin säätiö) gemeinsam mit der European Economic Association (EEA) an europäische Wirtschaftswissenschaftler unter 45 verliehen, die einen Beitrag zur theoretischen und angewandten Forschung geleistet haben, der für die Wirtschaftswissenschaft in Europa bedeutsam ist. Das Auswahlkomitee, unter dem Vorsitz des EEA-Präsidenten, besteht aus fünf Mitgliedern, von denen vier die European Economic Association benennt und eines die Yrjö-Jahnsson-Stiftung.

## Empfänger
- 1993 Jean-Jacques Laffont und Jean Tirole (beide Toulouse School of Economics)
- 1995 Richard Blundell (University College London)
- 1997 Torsten Persson (Universität Stockholm)
- 1999 Nobuhiro Kiyotaki und John Moore (beide London School of Economics)
- 2001 Philippe Aghion (University College London) und Guido Tabellini (Università Commerciale Luigi Bocconi)
- 2003 Mathias Dewatripont (Université libre de Bruxelles)
- 2005 Tim Besley (London School of Economics) und Jordi Galí (Universitat Pompeu Fabra)
- 2007 Gilles Saint-Paul (Paris School of Economics)
- 2009 John van Reenen (London School of Economics) und Fabrizio Zilibotti (Universität Zürich)
- 2011 Armin Falk (Rheinische Friedrich-Wilhelms-Universität Bonn)
- 2013 Hélène Rey (London Business School) und Thomas Piketty (Paris School of Economics)
- 2015 Botond Kőszegi (Central European University)
- 2017 Ran Spiegler (Universität Tel Aviv) und Michèle Tertilt (Universität Mannheim)
- 2019 Oriana Bandiera (London School of Economics) und Imran Rasul (University College London)
- 2021 Ricardo Reis und Silvana Tenreyro (beide London School of Economics)
- 2023 Jan De Loecker (Katholische Universität Leuven) und Kalina Manova (University College London)
- 2025 Julia Cagé (Institut d’études politiques de Bordeaux) und David Yanagizawa-Drott (Universität Zürich)